# فارس (وسام)

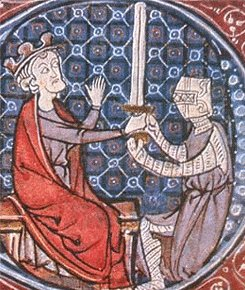
ديفيد الأول ملك اسكتلندا يمنح لقب فارس

الفارس هو شخص حاصل على لقب الفروسية الفخري من عاهل أو زعيم سياسي آخر مكافأة له على خدمات قام بأدائها للعاهل أو للبلاد بشكل عام، وخاصة في المجال العسكري. ومن الناحية التاريخية، كانت ألقاب الفروسية في أوروبا تُمنح للمحاربين على صهوة الجواد. وفي أثناء فترة أوج العصور الوسطى كانت الفروسية تعد درجة دنيا من درجات النبل. وبحلول العصور الوسطى المتأخرة، أصبحت هذه الرتبة مرتبطة بمثل عليا مثل الشهامة، وهي قواعد سلوك يتسم بها المحارب المسيحي في الحاشية الملكية. ومنذ بداية العصر الحديث، أصبح لقب فارس هو لقب شرفي في المقام الأول، يمنحه الملك عادة، كما في منظومة الشرف البريطاني، وغالبا ما يتم ذلك نظير تقديم خدمات غير عسكرية للبلاد.
من الناحية التاريخية، كانت المثل العليا للفروسية تتمتع بشعبية جارفة في أدب القرون الوسطى - خاصة الأدبيات البريطانية والأدبيات الفرنسية - حيث اعتمدت الأدبيات البريطانية على كتاب هيستوريا ريجم بريتانيا (Historia Regum Britanniae) ("تاريخ ملوك بريطانيا") لجيفري مونماوث (Geoffrey of Monmouth) الذي كتب في ثلاثينيات القرن الثاني عشر. 
وكان لكتاب لو مورت دارثر (Le Morte d'Arthur) ("موت آرثر") لـالسير توماس مالوري (Thomas Malory) الذي كتب سنة 1485، أهمية بالغة في تحديد مُثل الشهامة التي كانت أساسًا للمفهوم الحديث للفارس بوصفه محارب من الصفوة أقسم على الحفاظ على قيم الإيمان والولاء والشجاعة و الشرف. وفي أثناء عصر النهضة، اشتهر أسلوب رومانسية الشهامة في الأدب، مما زاد أكثر من المثالية وأدى في النهاية إلى ظهور شكل جديد من أشكال الواقعية في الأدب التي اشتهرت بعد رواية ميغيل دي ثيرفانتس (Miguel de Cervantes) دون كيشوت (Don Quixote). كشفت هذه الرواية عن المثل العليا للفروسية وتناقض هذه المثل مع الواقع الذي يعيشه ثيرفانتس. في أواخر العصور الوسطى، بدأت الوسائل الجديدة للحرب في القضاء على الصورة التقليدية للفرسان المدرعين، ولكن بقيت الألقاب مستخدمة في العديد من الدول.
أصبحت بعض مراتب الفروسية مثل فرسان الهيكل محلاً للأساطير، واختفى البعض الآخر على نحو غامض. وفي تاريخنا المعاصر، لا تزال بعض مراتب الفروسية في العديد تُطبق في العديد من البلدان، مثل وسام ربطة الساق (Order of the Garter) الإنجليزي ووسام سيرافيم الملكي (Royal Order of the Seraphim) السويدي ووسام القديس أولاف الملكي النرويجي (Royal Norwegian Order of St. Olav). ولكل من هذه الأوسمة معايير استحقاق خاصة، ولكن لقب الفروسية عمومًا يمنحه رئيس الدولة لأشخاص بعينهم عرفانًا من الدولة ببعض الإنجازات الجديرة بالتقدير.
ارتبطت الفروسية في القرون الوسطى بشكل وثيق بركوب الخيل (وخاصة المبارزة) من أصولها التي تمتد إلى القرن الثاني عشر حتى ازدهاره الأخير حين كان نمطًا سائدًا بين علية القوم من النبلاء في دوقية بورغونيا في القرن الخامس عشر. وينعكس هذا الارتباط في أصل كلمة شهامة وشهم والمصطلحات ذات الصلة (انظر جزء علم تاريخ الألفاظ المذكور أدناه) وتجد المكانة الممنوحة للمحاربين على صهوة الفرس ما يوازيها في الفروسية في العالم الإسلامي والفروسية اليونانية والفروسية الرومانية في العصور الكلاسيكية القديمة.